# Castillo de Buitrago del Lozoya
La Alcazaba o Castillo de Buitrago del Lozoya está situado en el municipio del mismo nombre, en la parte septentrional de la Comunidad de Madrid (España). Fue construido en estilo gótico-mudéjar en el siglo XV, en el marco del recinto amurallado de la localidad, a orillas del río Lozoya. La estructura original se conserva parcialmente y se encuentra en proceso de restauración. Algunos de sus elementos son utilizados para fines sociales o festivos. Su titularidad corresponde a la Comunidad de Madrid, que permite su visita, previa cita.
Fue declarado Monumento Nacional en 1931, junto con la muralla. También se encuentra protegido por las declaraciones de Conjunto Histórico-Artístico y Bien de Interés Cultural de las que fue objeto la villa de Buitrago del Lozoya el 11 de abril de 1993.

## Breve Historia

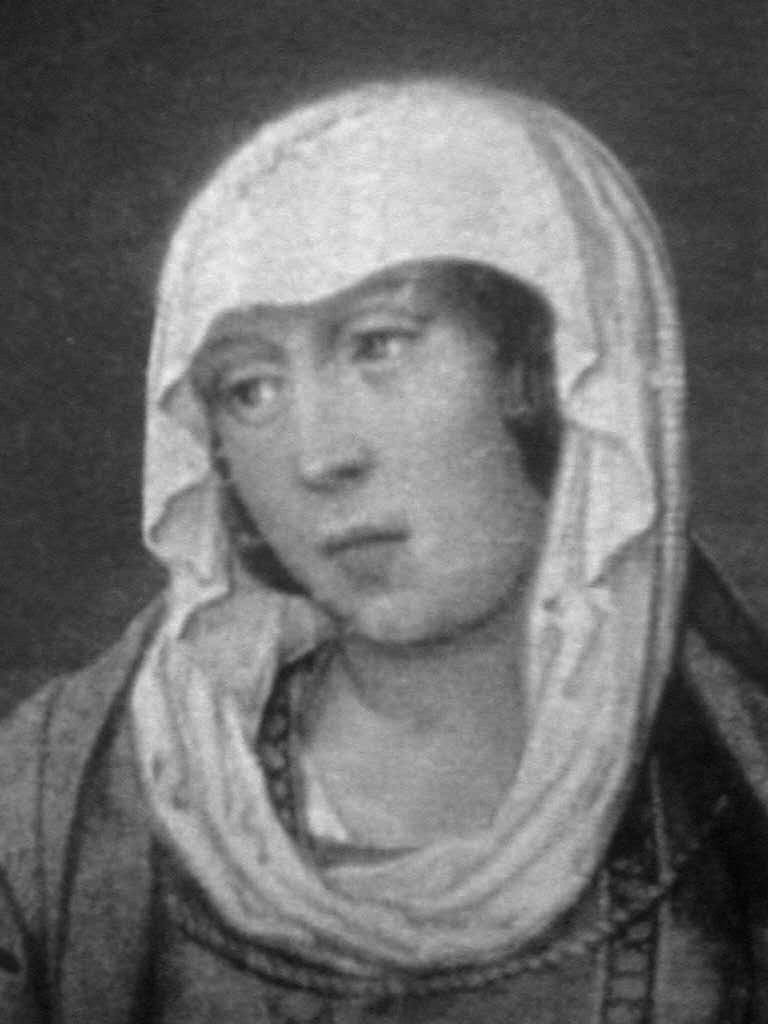
Juana la Beltraneja residió en el castillo.

La construcción que ha llegado hasta nuestros días data del siglo XV, si bien cabe suponer que hubo una fortaleza anterior, de origen musulmán. Al menos así se desprende de las primeras referencias escritas, que aparecen en el siglo XII, en tiempos de Alfonso VIII de Castilla.
La fortificación primitiva pudo tener un activo papel repoblador a partir del año 1085, año en el que Buitrago del Lozoya pasó a manos cristianas. La Alcazaba quedó vinculada, desde la Reconquista, con la poderosa familia de los Mendoza, que constituyó la Comunidad de Villa y Tierra de Buitrago, dotada con capacidad jurisdiccional para repoblar.
En el siglo XV fue levantado el edificio actual, a instancias de Diego Hurtado de Mendoza de la Vega y Luna, que heredó de su padre el título de Duque del Infantado, uno de los que ostentaba la casa de Mendoza.
Entre sus visitantes y moradores ilustres, figuran el literato prerrenancetista Íñigo López de Mendoza, primer marqués de Santillana y conde del Real de Manzanares, y Juana la Beltraneja. El primero frecuentaba el lugar, donde organizaba fiestas y eventos sociales, y la segunda lo habitó, invitada por los Mendoza, en el contexto de sus disputas con Isabel la Católica por el trono de la Corona de Castilla.
El castillo de Buitrago del Lozoya sufrió daños de consideración durante la guerra de la Independencia por parte de las tropas francesas, que lo convirtieron en cuartel durante cuatro años y destruyeron todo antes de retirarse en 1813. 

## Características

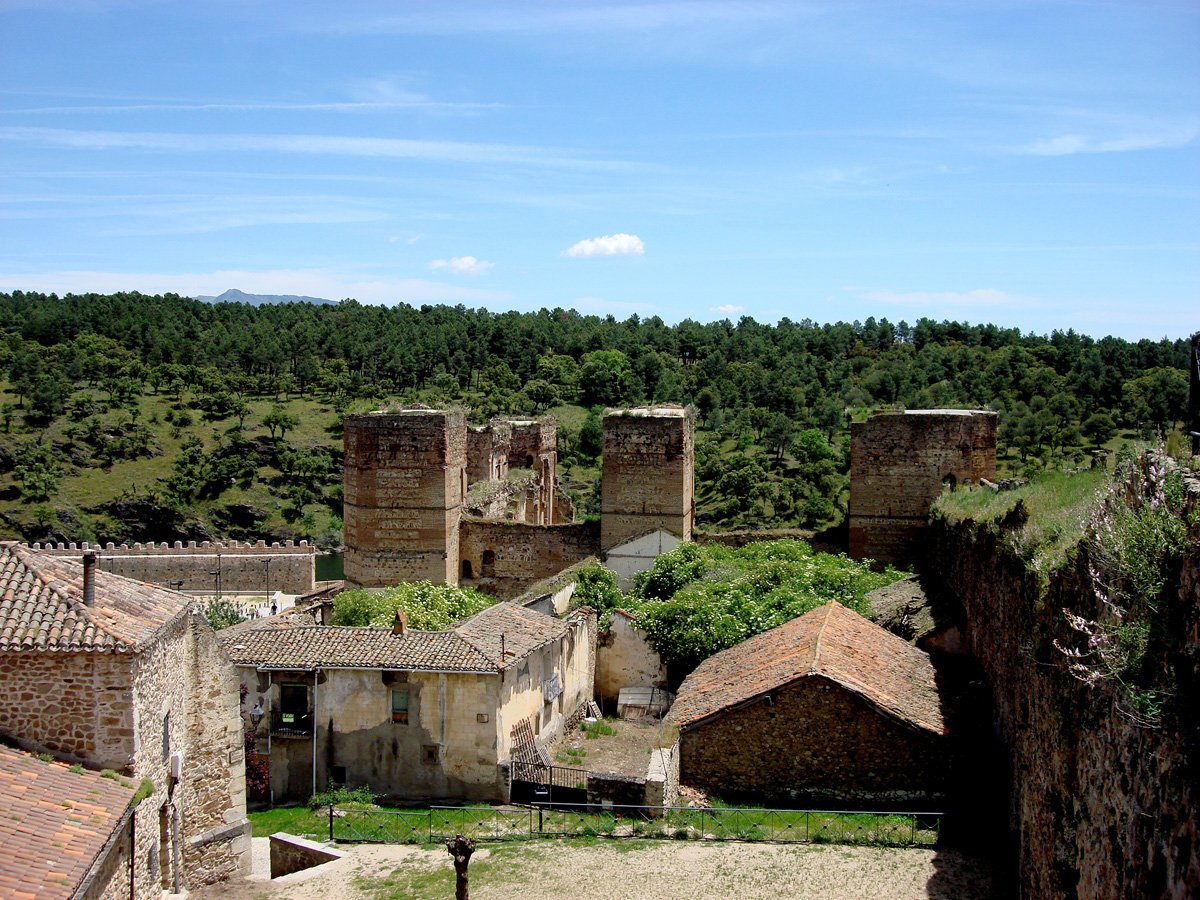
Vista de la alcazaba desde uno de los lienzos de la muralla.

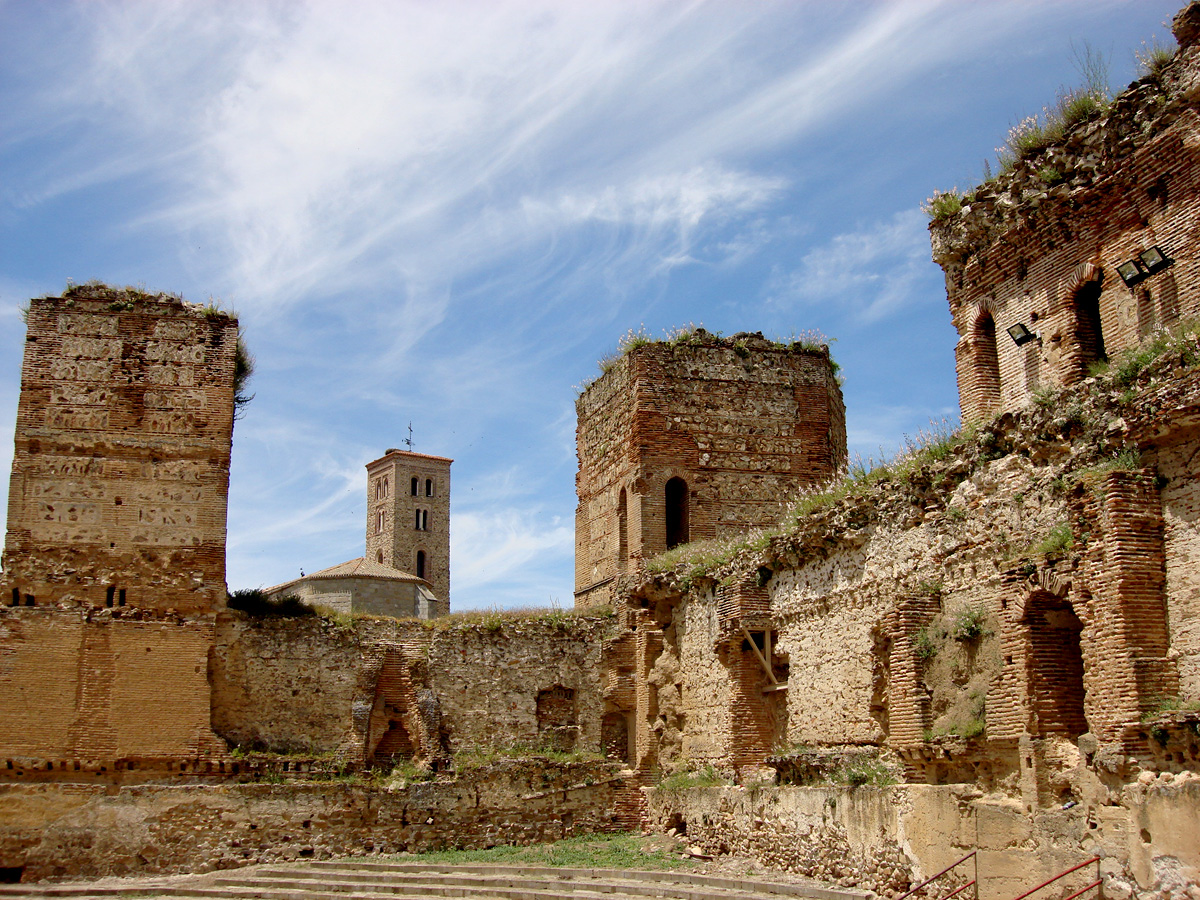
Interior del alcázar con la Iglesia de Santa María del Castillo al fondo.

La alcazaba se alza sobre la esquina suroriental de la muralla que rodea el recinto medieval de Buitrago del Lozoya, que ocupa parcialmente. Sus materiales de construcción (ladrillo, cal y piedra) dan cuenta de su influencia musulmana, así como la disposición de los ladrillos, colocados en bandas horizontales unidas por cal y enmarcadas por bloques de piedra maciza.
Su planta es rectangular. Consta de siete torres, que presentan formas variadas (cuadradas, rectangulares y pentagonales), construidas enteramente en piedra. Dispone de un patio de armas central, que es utilizado ocasionalmente como coso taurino. Estaba rodeado por un foso, integrado dentro del recinto amurallado donde se encuentra enclavado. Carece de torre del homenaje. Todas las torres son macizas hasta el nivel del adarve, excepción hecha de la pentagonal. Ésta es accesible desde el patio de armas central, a diferencia del resto, cuyo único acceso posible es a través del citado adarve.
Uno de los elementos arquitectónicos más destacados del conjunto son sus bóvedas de cubrición, formadas por arcos de medio punto o aproximación de hiladas. También cabe mencionar su puerta de acceso, conformada por dos arcos, que se encuentra en recodo, en una de las torres.
En el interior de la alcazaba se están realizando trabajos varios. En los siglos XV y XVI, albergaba un palacio, adornado con yeserías y techumbres de gran calidad.